# Wangunjaya (Ciambar)
Wangunjaya is een bestuurslaag in het regentschap Sukabumi van de provincie West-Java, Indonesië. Wangunjaya telt 9012 inwoners (volkstelling 2010).